# Jan Mikula (konstruktér)
Jan Mikula (10. srpna 1929 – 22. března 2005) byl jeden z nejvýznamnějších českých leteckých konstruktérů. Byl hlavním konstruktérem řady sportovních, turistických a dopravních letounů a vrtulníků. Na jím zkonstruovaných cvičných letadlech řady Z-40 (Z-42 a Z-43) se naučili létání i základům letecké akrobacie začínající piloti motorových letadel nejen v ČR ale i v mnoha dalších zemích. Letoun Zlín Z-50 byl speciální akrobatický letoun na němž bylo získáno 5 titulů mistrů světa a dosud je v ČR i ve světě používán. V roce 1983 byl Jan Mikula vyznamenán za návrh tohoto letounu Zlatou leteckou medailí, udělovanou Mezinárodní leteckou federací FAI těm, "who have contributed greatly to the development of Aeronautics by their activities and work".

## Profesní život
Odborné studium zahájil ing. Mikula na ČVUT, kde pracoval i jako pomocná vědecká síla v aerodynamické laboratoři prof. Peška. Jako řada dalších nadšenců do letectví se i on věnoval plachtění a to na tehdejším letišti v Klecanech. Po zrušení výuky letectví na civilních vysokých školách přešel po dvou létech studia na ČVUT v Praze na, v roce 1951 nově založenou, Vojenskou technickou akademii (VTA) do Brna, kam v důsledku této situace přešla i většina přednášejících. Po dokončení studia leteckého inženýrství ale dostal tehdy povinnou umístěnku mimo letectví, kam se dostal až téměř po roce.

### Vrtulníky
Svojí konstruktérskou činnost zahajoval v konstrukční skupině známého průkopníka konstrukcí vrtulníků ing. Jaroslava Šlechty. Jeho konstrukční skupina, původně působící v pražské Pragovce, se koncem čtyřicátých let přesunula do závodu Aero ve Vysočanech, do tzv. Sdružených konstrukcí, kde se z ní stala skupina LC, zaměřená na konstrukci vrtulníků. Ing. Mikula zde, mimo jiné, spolupracoval na konstrukci prvního (a jediného) sériově vyráběného československého vrtulníku HC-2 Heli Baby. Později, v roce 1954, se konstruktéři, nyní pod názvem Ústřední letecká konstrukce, přesunuli do VZLÚ v Letňanech. V roce 1956 byla výroba vrtulníku HC-2 předána do Moravanu Otrokovice a ing. Mikula se sem později přesunul jako vedoucí konstrukce vrtulníků, aby se podílel na její přípravě. První sériové vrtulníky HC-2 byly zalétány v roce 1958. Mezitím probíhal v Moravanu v Otrokovicích pod vedením ing. Jana Mikuly vývoj nové verze, označené HC-102 s výkonnějším motorem, což byla jeho první samostatná konstrukce. První HC-102 vzlétl v roce 1961. Bylo postaveno 21 sériových strojů a na standard HC-102 byly modifikovány i původní HC-2. Když bylo zřejmé, že HC-2 ani jeho modernizovaná výkonnější varianta HC-102 nesplní očekávání, začal ing. Mikula se skupinou dalších aktivních konstruktérů v Otrokovicích pracovat v roce 1958 na projektu lehkého dvoumístného vrtulníku Z-35, který by výkony i jednoduchostí výroby HC-2 předčil. Pod vedením hlavního konstruktéra ing. Jana Mikuly tak vznikl prototyp vrtulníku XZ-35 Heli Trener, který byl v Moravanu Otrokovice zalétán v roce 1960 a v roce 1962 dosáhl i světového výškového rekordu ve své kategorii. Po vyhodnocení letových zkoušek navrhla skupina ing. Mikuly přestavbu na výkonnější XZ-135, jehož letové zkoušky začaly v roce 1965. Nebyly ale dokončeny a nerealizoval se ani projekt Z-135 A, který měl představovat plánovanou finální verzi. Nerealizoval se také návrh zemědělského vírníku Z-38 ing. Mikuly z roku 1963. Z rozhodnutí tehdejší RVHP byl vývoj a výroba vrtulníků delimitována do Polska. Po skončení vývoje vrtulníků se ing. Mikula věnoval v Moravanu vývoji aplikačního zařízení zemědělského letounu Z-37 Čmelák.

### Letouny Moravanu (Zlín)
V polovině šedesátých let se ing. Mikula v Moravanu začal zabývat koncepcí unikátní stavebnicové řady letadel kategorie všeobecného letectví. Mělo se jednat o letouny moderní celokovové konstrukce, poháněné pístovými motory. Vše mělo být podřízeno technologičnosti výroby (proto třeba obdélníkové křídlo) a jednotliví členové této řady, označené Z-40 (Zlín 40) měli v maximální míře využívat společné konstrukční prvky. To přinášelo řadu výhod, především z hlediska technologie výroby a budoucí servisní podpory letadel v provozu, na druhou stranu to ale znamenalo i nutnost řady kompromisů a omezení. Základním členem projektované řady měl být lehký dvousedadlový stroj se sedadly vedle sebe pro základní výcvik a akrobacii Z-41. Ten se ale nestavěl a tak se základním členem řady stal až typ Z-42 shodné koncepce, ale se silnějším motorem, jehož prototyp poprvé vzlétl v roce 1967. Na něj navázala turistická čtyřsedadlovka Z-43, která poprvé vzlétla o rok později. Letouny se pak vyráběly po desítky let a to i v modernizovaných verzích (např. Z-42M, Z-142, Z-242). Naopak nerealizované zůstaly další letouny navrhované řady a to Z-43R se zatahovacím podvozkem, jednomístný akrobatický letoun Z-44, jednomístný zemědělský letoun Z-45 a dvoumotorový Z-46 pro 6 až 8 osob, jehož návrh vznikl v roce 1969. Nerealizované zůstaly i návrhy ing. Mikuly na jednomotorové turbovrtulové hornoplošníky Z-47 a Z-48 z téže doby. Na přelomu let 1971-72 vedl ing. Mikula tým provádějící zkoušky letadel Zlín v GOSNII GA (Státní vědecko-výzkumný ústav civilního letectva) a v NII VVS (Vědecko-výzkumný ústav vojenských vzdušných sil) v tehdejším SSSR.
V roce 1972 vypracoval ing. Mikula předběžný návrh speciálního akrobatického letounu Z-50 a ještě téhož roku bylo rozhodnuto o zahájení jeho vývoje. V roce1973 byl původní návrh rekonstruován na provedení Z-50L a v této podobě letoun poprvé vzlétl v roce 1975. Úspěšná sériová výroba se rozběhla v roce 1976 a běžela v řadě verzí až do poloviny devadesátých let. Na rozdíl od řady Z-40, kde byla primární technologičnost, bylo u tohoto letounu vše podřízeno aerodynamice a letovým vlastnostem. Od druhé poloviny sedmdesátých let se letoun po více než deset let pravidelně umísťoval na mistrovstvích světa v letecké akrobacii na stupních vítězů.

### Aero Vodochody
V polovině sedmdesátých let se ing. Mikula přesunul z Moravanu do útvaru Vývoje Aera Vodochody. Zde se jako pracovník Návrhové skupiny Projekce letadel podílel na koncepčních návrzích letadel a později, jako Vedoucí technologického vývoje, i na zavádění nových technologií a materiálů do letecké výroby. V devadesátých létech byl jmenován vedoucím programu civilních letounů Aera Vodochody a jako hlavní konstruktér vedl vývoj jednomotorového turbovrtulového dopravního letounu Ae-270 Ibis. Do důchodu definitivně odešel na konci roku 2002, po téměř padesáti létech práce v letectví.

### Pedagogická činnost
Souběžně s působením v Aero Vodochody se ing. Mikula věnoval jako externí přednášející výuce studentů na Katedře letadel Strojní fakulty ČVUT a sepsal pro ní i učební texty. ČVUT ocenilo jeho přínos výuce studentů letectví v roce 1990 Medailí Prof. Zvoníčka za pedagogickou činnost.
Ing. Mikula byl také dlouholetým členem vedení a posledním vedoucím Odborné skupiny letecké, sdružující technické odborníky z letectví v rámci ČSVTS, předtím než se tato transformovala do současné Odborné společnosti letecké (OSL).